# OTRS
OTRS (аббр. от англ. Open-source Ticket Request System) — открытая система обработки заявок. OTRS позволяет организациям, занимающимся технической поддержкой каких-либо проектов, совместно работать над решением проблем пользователей.
Программа написана на языках Perl и JavaScript, поддерживает множество СУБД (MySQL, PostgreSQL, Oracle, DB2, Microsoft SQL Server, MariaDB). Может интегрироваться с LDAP-каталогом.
Программный продукт может использоваться на большинстве Unix-подобных операционных систем (Linux, Solaris, AIX, FreeBSD, OpenBSD, Mac OS X), а также на Microsoft Windows. 
Начиная с версии 7 прекратилось развитие OTRS как открытого программного продукта и появилась коммерческая облачная версия. При этом продолжала существовать версия OTRS Community Edition с открытым исходным кодом, которая распространяется по лицензии AGPL версии 3. Но с 1 января 2021 года 6-я версия перестала получать какие-либо обновления, в том числе обновления безопасности, а проект на github был переведен в архив. Версии 7 и 8 доступны на официальном сайте.